# Himalaya (Schiff, 1949)
Die Himalaya (III) war ein 1949 in Dienst gestelltes Passagierschiff der britischen Reederei Peninsular and Oriental Steam Navigation Company (P&O), das im Passagier- und Postverkehr von Großbritannien nach Australien und Neuseeland eingesetzt wurde. Sie war das bis dahin größte Schiff in der Geschichte der Reederei und das erste, das nach dem Zweiten Weltkrieg gebaut wurde. Später fand sie hauptsächlich als Kreuzfahrtschiff Verwendung, bis sie 1975 in Taiwan verschrottet wurde.

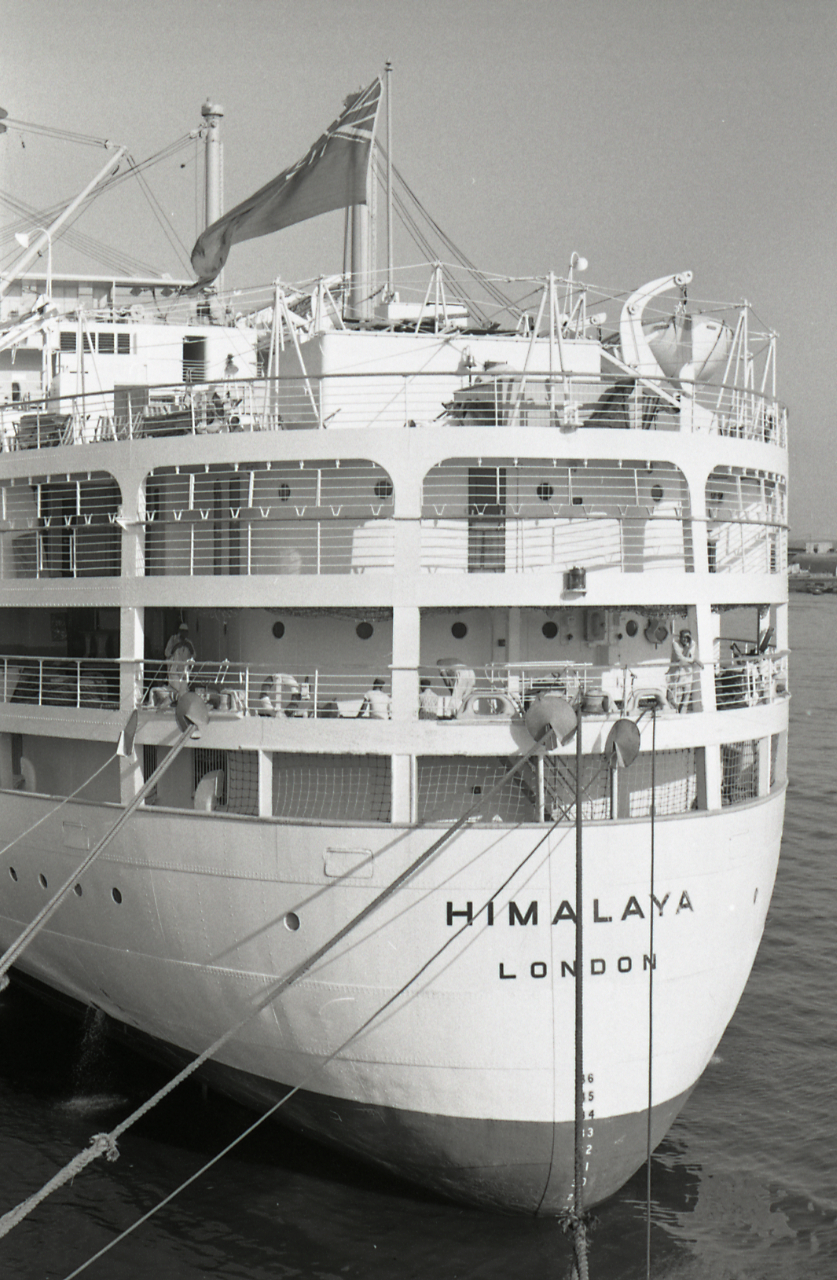
SS Himalaya. Foto von Paolo Monti, Neapel, 1962.

## Das Schiff
Das 27.955 BRT große Dampfturbinenschiff Himalaya wurde auf der Werft Vickers-Armstrong in der englischen Hafenstadt Barrow-in-Furness gebaut. Das Passagier- und Frachtschiff war 216,01 Meter lang, 27,67 Meter breit und hatte einen maximalen Tiefgang von 9,5 Metern. Die Passagierunterkünfte waren für 758 Passagiere in der Ersten Klasse und 401 in der Touristenklasse ausgelegt. Hinzu kamen 572 Angehörige der Besatzung. Sie war das dritte Schiff der P&O, das den Namen Himalaya trug.
Im März 1945 von P&O bestellt, war sie das erste Schiff, das die Reederei nach dem Zweiten Weltkrieg in Dienst stellte und das bis dahin größte und schnellste der Reederei. Die Himalaya war vom Design her weitestgehend identisch mit der Orcades (III) der Orient Steam Navigation Company, die zur gleichen Zeit bei Vickers-Armstrong gebaut wurde. Die Himalaya wurde von Dampfturbinen angetrieben, die auf zwei Propeller wirkten und insgesamt 42.550 Shaft Horsepower (SHP) leisteten. Die Reisegeschwindigkeit lag bei 22 Knoten, die Höchstgeschwindigkeit bei 25 Knoten.
Die Himalaya erwies sich als Rekordbrecher. Sie reduzierte die Reisezeit von England nach Bombay um fünf Tage und die gesamte Fahrt nach Australien von bisher 38 auf 28 Tage. Sie war außerdem das erste Passagierschiff, das mit einer Verdunstungsanlage der Marke Weir zur Wasserdestillation ausgestattet war.

## Geschichte

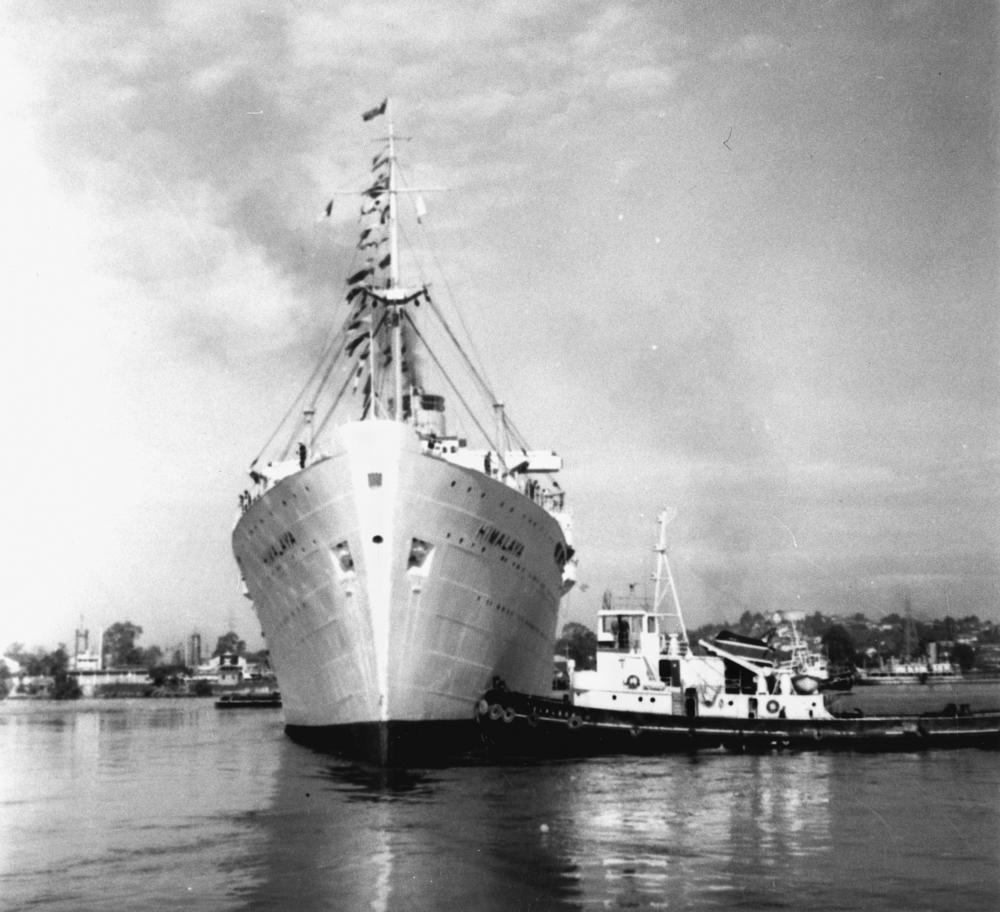
Die mit Wimpeln geschmückte Himalaya

Die Himalaya wurde am 26. Februar 1946 bei Vickers-Armstrong auf Kiel gelegt und lief nach zweieinhalbjähriger Bauzeit am 5. Oktober 1948 vom Stapel. Im August 1949 wurden die Probefahrten durchgeführt und am 1. September fand die Übergabe an die Reederei statt. Am 6. Oktober 1949 lief sie in Tilbury zu ihrer Jungfernfahrt über Bombay, Colombo und Fremantle nach Melbourne und Sydney aus. Sydney wurde nach einer 30-tägigen Reise erreicht.
Am 30. August 1956 kam es im Mittelmeer während einer Fahrt nach Australien zu einer Explosion in einer der Kühlkammern. Vier Besatzungsmitglieder kamen dabei ums Leben, 12 weitere wurden verletzt. Im Januar 1958 wurden die Linien von P&O und der Orient Steam Navigation Company im Rahmen eines Joint Venture in den pazifischen Raum ausgeweitet und die Himalaya fuhr fortan von Sydney über Auckland (Neuseeland), Suva (Fidschi-Inseln) und Honolulu (Hawaii) nach Vancouver und San Francisco. Am 12. Januar 1959 legte sie in London zu einer 79.000 Kilometer langen Reise nach Australien, Neuseeland, den USA, Japan und Singapur ab und eröffnete damit den USA-Japan-Service der Reederei.
Im Winter 1959/60 wurde die Himalaya in den Niederlanden renoviert und mit Klimaanlage versehen. Im Mai 1960 wurde der Betrieb und das Management des Schiffs der neu formierten P&O-Orient Line Ltd. übertragen. Als das Schiff am 10. Oktober 1960 in Colombo auf Ceylon anlegte, wurde der Passagier Stephen Bradley von zwei australischen Polizisten verhaftet, die extra zu diesem Zweck nach Sri Lanka gekommen waren. Bradley hatte drei Monate zuvor in Sydney den achtjährigen Sohn eines Lotteriegewinners entführt und umgebracht und wurde seitdem von der australischen Polizei gesucht.
1963 wurde die Himalaya bei R. & H. Green & Silly Weir Ltd. in Tilbury in ein Einklassenschiff mit Platz für 1416 Passagiere umgewandelt. Am 21. November 1963 legte sie in London zu ihrer ersten Fahrt als Einklassenschiff ab. 1966 wurde das Management wieder P&O übergeben. In den frühen 1970er Jahren wurde das Schiff hauptsächlich für Kreuzfahrten verwendet, die hauptsächlich von Australien und Neuseeland und im Frühling von Southampton ausgingen. Am 27. März 1973 traf sie mit 1400 Passagieren in Sydney ein, unter denen 950 Frauen waren, die an einer von dem australischen Frauenmagazin Women’s Weekly organisierten Word Discovery Tour teilnahmen.
Ihre letzte Überfahrt von Großbritannien nach Australien unternahm die Himalaya 1974. Sie traf am 30. Oktober 1974 letztmals in Sydney ein und fuhr anschließend nach Kaohsiung (Taiwan) weiter, wo sie am 28. November 1974 eintraf. Dort wurde das Schiff im Januar 1975 durch die Tong Cheng Steel Manufacturing Company Ltd. verschrottet.